# Do You Love Me? (canción)
«Do You Love Me?» es una canción de la cantautora estadounidense Patti Austin. Fue publicada el 28 de agosto de 1981 como el sencillo principal de su cuarto álbum de estudio Every Home Should Have One.

## Créditos y personal
Créditos adaptados desde las notas de álbum de Every Home Should Have One.
Músicos
- Patti Austin – voz principal y coros
- James Ingram – coros
- Greg Phillinganes – teclado, sintetizador
- Michael Boddicker – sintetizador
- David Foster – sintetizador
- Rod Temperton – arreglos de sintetizador, rítmicos y vocales
- Steve Lukather – guitarra
- Louis Johnson – guitarra bajo
- John Robinson – batería
- Paulinho da Costa – percusión

Personal técnico
- Quincy Jones – productor
- Bruce Swedien – ingeniero de audio, mezclas
- Ed Cherney – ingeniero asistente
- Lincoln Clapp – ingeniero asistente
- Matt Forger – ingeniero asistente
- Brian Reeves – ingeniero asistente
- Bernie Grundman – masterización

## Posicionamiento
| Gráfica (1981)                                   | Pico de posición |
| ------------------------------------------------ | ---------------- |
| Estados Unidos (Billboard Dance Club Songs)      | 1                |
| Estados Unidos (Billboard Hot R&B/Hip-Hop Songs) | 24               |